# Keyvan Taheri

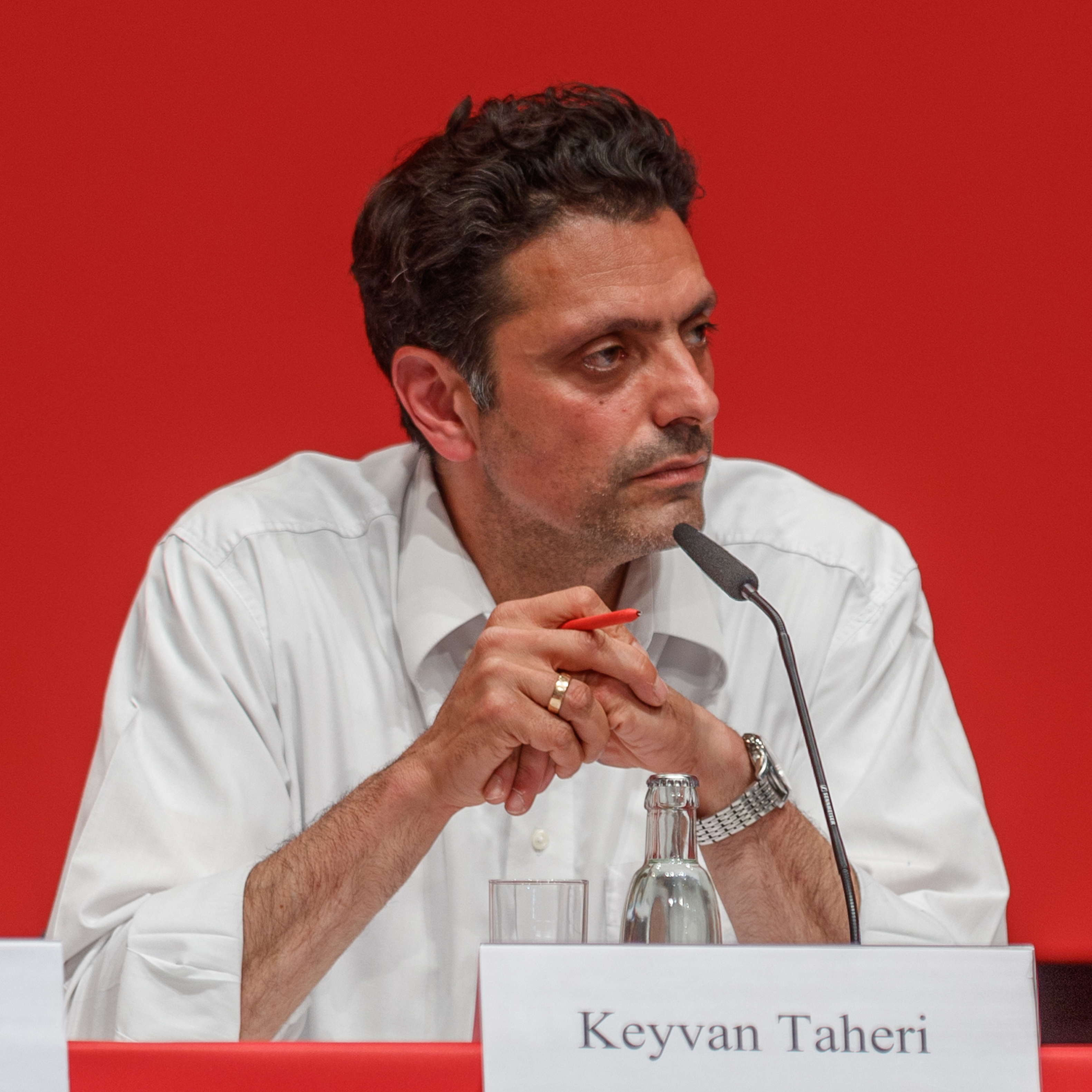
Keyvan Taheri (2022)

Keyvan Taheri (* 1975) ist ein deutscher Politiker. Von 2020 bis 2022 war er Landesvorsitzender der Partei Die Linke in der Freien und Hansestadt Hamburg. 2024 War er Mitbegründer der Wählervereinigung „DieWahl – WFG“.

## Leben
Taheri ist deutscher Staatsbürger mit iranischen Eltern. Sein Vater war Mitbegründer der Tudeh-Partei des Iran in Deutschland, was Taheri als einen Ursprung seines politischen Engagements angibt. Taheri studierte Soziologie an der Hamburger Universität für Wirtschaft und Politik, wozu ihn nach eigenen Angaben Erfahrungen mit Alltagsrassismus und struktureller Diskriminierung bewegten. Er arbeitet als Inhaber eines Möbelgeschäfts und Kunstmaler in Hamburg-Winterhude.
Bei der Wahl der Bezirksversammlung Hamburg-Nord am 26. Mai 2019 trat Taheri für die Linken im Wahlkreis 3 (Winterhude) an und gewann dort mit 4.697 Stimmen ein Mandat. Bei der Bürgerschaftswahl 2020 kandidierte er auf Listenplatz 3 im Wahlkreis Eppendorf – Winterhude, wurde jedoch nicht gewählt. Bis Mitte 2020 war er Stadtteilsprecher im Ortsverband Winterhude. Im Oktober 2020 wurde er zusammen mit Żaklin Nastić zum Landessprecher von Die Linke Hamburg gewählt. Er erhielt 54,5 Prozent der Stimmen. 2022 trat er nicht erneut bei der Wahl der Landessprecher an.
Taheri gehörte zum eher linken Teil seiner Partei, der einen klaren Oppositionskurs verfolgt und Regierungskoalitionen skeptisch gegenüber steht. In seinem Wahlkampfprogramm 2020 setzte er sich unter anderem gegen Rechtspopulismus und die Stigmatisierung von Flüchtlingen ein. Er sprach sich für die vermehrte Aufnahme von Klima und Umwelt in den Fokus linker Politik, den Bau öffentlich geförderter Wohnungen und die Entfristung von Gewerbeanmietungen aus.
Nach seinem Austritt aus der Linken gehörte er im Oktober 2024 zu den Mitbegründern der Wählervereinigung „Die Wahl für Frieden und soziale Gerechtigkeit“ und trat sowohl auf der Landesliste als auch auf der Wahlkreisliste für den Wahlkreis Barmbek – Uhlenhorst – Dulsberg zur Bürgerschaftswahl in Hamburg 2025 an, erhielt aber kein Mandat.
Taheri ist verheiratet und Vater von drei Töchtern.